# Ethan Cormont
Ethan Cormont (né le 29 septembre 2000 à Créteil) est un athlète français, spécialiste du saut à la perche.

## Biographie
Ancien hyperactif, il est poussé vers le saut à la perche par ses coachs, souvent par punition. Il y rencontre Alain Kouznetzoff son premier entraineur.
En février 2019, il bat le record de France junior du saut à la perche, jusque là détenu par Jean Galfione, en franchissant 5,62 m au All Star Perche. Dans la foulée, il remporte la couronne nationale dans sa catégorie.
Il remporte la médaille de bronze du concours de saut à la perche des championnats de France 2020 en franchissant une barre de 5,58 m.
Le 31 janvier 2021, il bat son record personnel en effaçant la barre de 5,72 m lors du concours "Perche en Or" à Tourcoing. A cette occasion il réalise les minima pour les championnats d'Europe en salle,. Une semaine plus tard, il bat de nouveau son record en franchissant 5,73 m à Rouen. Aux championnats de France en salle de Miramas le 21 février, il décroche la médaille d'argent avec un saut à 5,72 m, derrière Valentin Lavillenie et devant Renaud Lavillenie, puis valide lors du meeting All-Star Perche de Clermont les minima pour les Jeux Olympiques de Tokyo, en portant son record personnel à 5,80 m.
Le 27 juin 2021, il remporte le concours des championnats de France en franchissant 5,70 m. Deux semaines plus tard, il est sacré champion d'Europe espoir à Tallinn en franchissant 5,80 m.
Le 11 mars 2023, à l'occasion du « Perche Elite Tour » de Rouen, Ethan termine 3ème du concours derrière Sam Kendricks et Chris Nilsen en battant son record personnel (5,82 m) .
Il est sélectionné pour les Championnats du monde d'athlétisme 2023 à la suite du forfait de Renaud Lavillenie.

## Palmarès
| Date | Compétition                    | Lieu    | Résultat | Épreuve          | Marque |
| ---- | ------------------------------ | ------- | -------- | ---------------- | ------ |
| 2018 | Championnats du monde juniors  | Tampere | 8e       | Saut à la perche | 5,30 m |
| 2019 | Championnats d'Europe juniors  | Borås   | -        | Saut à la perche | NM     |
| 2021 | Championnats d'Europe en salle | Toruń   | 10e      | Saut à la perche | 5,60 m |
| 2021 | Championnats d'Europe espoirs  | Tallinn | 1er      | Saut à la perche | 5,80 m |
| 2021 | Jeux olympiques                | Tokyo   | 22e      | Saut à la perche | 5,50 m |

| Date | Compétition                                  | Lieu    | Résultat | Épreuve          | Marque |
| ---- | -------------------------------------------- | ------- | -------- | ---------------- | ------ |
| 2020 | Championnats de France d'athlétisme          | Albi    | 3e       | Saut à la perche | 5,58 m |
| 2021 | Championnats de France d'athlétisme en salle | Miramas | 2e       | Saut à la perche | 5,72 m |
| 2021 | Championnats de France d'athlétisme          | Angers  | 1er      | Saut à la perche | 5,70 m |

## Records
| Épreuve          | Épreuve   | Marque | Lieu    | Date            |
| ---------------- | --------- | ------ | ------- | --------------- |
| Saut à la perche | Plein air | 5,80 m | Tallinn | 11 juillet 2021 |
| Saut à la perche | Salle     | 5,82 m | Rouen   | 11 mars 2023    |